# Zygaenosia klossi
Zygaenosia klossi är en fjärilsart som beskrevs av Rothschild 1916. Zygaenosia klossi ingår i släktet Zygaenosia och familjen björnspinnare. Inga underarter finns listade i Catalogue of Life.